# Germánium-diklorid
A germánium-diklorid a germánium 2 vegyértékű kloridja, képlete GeCl2.
Fehér szilárd anyag, vízben és sósavban is oldható, jó redukáló tulajdonságokkal bír.
Germánium-tetraklorid elemi germániummal történő redukciójával állítható elő.
GeCl4 + Ge → 2GeCl2
Oldatát lúgosítva germánium(II)-hidroxid sárga csapadék esik ki.

GeCl2(aq) + 2H2O(l) ↔ Ge(OH)2(s) + 2HCl(aq)
Ge2+(aq) + 2OH-(aq) → Ge(OH)2(s)